# 저스틴 게이치
저스틴 게이치(Justin Gaethje, 1988년 11월 14일 ~ )는 미국의 종합격투기 선수로, 현재 UFC 라이트급에서 활동 중이다. 타격 중심의 공격적인 파이팅 스타일로 "The Highlight"라는 별명을 갖고 있으며, UFC 인터림 챔피언과 BMF 챔피언에 오른 경력을 보유하고 있다. KO/TKO 승률이 매우 높으며, 수많은 ‘명경기’를 만들어낸 흥행형 파이터다.

## 생애
게이치는 애리조나주 세포드에서 태어나 콜로라도에서 자랐다. 고등학교 및 대학 시절 레슬링 선수로 활약했으며, 컬러라도 주립대에서 NCAA 디비전 I 레슬러로 활동했다. 졸업 후 종합격투기 선수로 전향해 2011년 프로 데뷔전을 치렀다.

## 경력

### WSOF 시절
게이치는 WSOF(World Series of Fighting)에서 라이트급 챔피언으로 활동하며 전승 행진을 이어갔다. WSOF에서 총 5차례 타이틀 방어에 성공한 후 UFC로 이적했다.

### UFC 진출 이후
- 2017년 UFC 데뷔전에서 마이클 존슨을 KO로 꺾으며 ‘Fight of the Year’급 경기를 펼쳤다.
- 에디 알바레즈, 더스틴 포이리에와의 연이은 패배 후 스타일을 다듬고, 제임스 비크, 도널드 세로니, 토니 퍼거슨 등을 상대로 연승을 거뒀다.
- 2020년 UFC 249에서 토니 퍼거슨을 TKO로 꺾고 UFC 라이트급 인터림 챔피언에 올랐고, UFC 254에서 하빕 누르마고메도프에게 서브미션으로 패했다.
- 이후 마이클 챈들러와 라파엘 피지에프를 상대로 승리했고, 2023년 UFC 291에서 더스틴 포이리에를 헤드킥 KO로 제압하며 BMF 챔피언에 등극했다.
- 2024년 UFC 300에서 맥스 할로웨이에게 5라운드 종료 직전 KO로 패하며 타이틀을 내주었다.
- 2025년 3월, UFC 313에서 라파엘 피지에프와의 재대결에서 판정승을 거두며 복귀했다.

## 파이팅 스타일
게이치는 화끈한 타격과 끊임없는 전진 압박을 특징으로 하는 타격가다. 복싱·킥복싱 중심의 기술에 더해, 레슬링 기반의 방어력을 활용해 스탠딩 싸움을 선호한다. 팬들과 전문가들 사이에서 가장 흥미로운 파이터 중 한 명으로 평가되며, 경기당 보너스 수령률도 매우 높다.

## 종합격투기 전적
| 결과              | 전적 | 상대                | 방식                                   | 대회    | 날짜             | 장소                 |
| ----------------- | ---- | ------------------- | -------------------------------------- | ------- | ---------------- | -------------------- |
| 승                | 26–5 | Rafael Fiziev       | 판정 (전원일치)                        | UFC 313 | 2025년 3월 8일   | 라스베이거스, 미국   |
| 패                | 25–5 | Max Holloway        | KO (펀치, 5R 4:59)                     | UFC 300 | 2024년 4월 13일  | 라스베이거스, 미국   |
| 승                | 25–4 | Dustin Poirier      | KO (헤드킥, 2R 1:00)                   | UFC 291 | 2023년 7월 29일  | 솔트레이크시티, 미국 |
| 승                | 24–4 | Rafael Fiziev       | 판정 (다수 판정)                       | UFC 286 | 2023년 3월 18일  | 런던, 영국           |
| 패                | 23–4 | Charles Oliveira    | 서브미션 (리어 네이키드 초크, 1R 3:22) | UFC 274 | 2022년 5월 7일   | 피닉스, 미국         |
| 승                | 23–3 | Michael Chandler    | 판정 (전원일치)                        | UFC 268 | 2021년 11월 6일  | 뉴욕, 미국           |
| 패                | 22–3 | Khabib Nurmagomedov | 서브미션 (트라이앵글 초크, 2R 1:34)    | UFC 254 | 2020년 10월 24일 | 아부다비, UAE        |
| 승                | 22–2 | Tony Ferguson       | TKO (펀치, 5R)                         | UFC 249 | 2020년 5월 9일   | 잭슨빌, 미국         |
| ... 이하 생략 ... |      |                     |                                        |         |                  |                      |

## 주요 타이틀 및 수상
- 전 UFC 라이트급 인터림 챔피언 (1회)
- 전 UFC BMF 챔피언 (2대 챔피언)
- Fight of the Night 수상 9회
- Performance of the Night 수상 5회
- 2020년 ESPN 선정 올해의 경기 – vs 토니 퍼거슨

## 관련 문서
- UFC
- 라이트급 (MMA)
- 더스틴 포이리에
- 하빕 누르마고메도프
- 맥스 할로웨이